# Barby (Niemcy)
Barby (do 2009 Barby (Elbe)) − miasto w Niemczech, w kraju związkowym Saksonia-Anhalt, powiecie Salzland. Położone na lewym brzegu Łaby, ok. 25 km na południowy wschód od Magdeburga.
1 stycznia 2010 w wyniku reformy administracyjnej do miasta przyłączono gminy Breitenhagen, Glinde, Groß Rosenburg, Lödderitz, Pömmelte, Sachsendorf, Tornitz, Wespen i Zuchau. Tego dnia rozwiązano również wspólnotę administracyjną Elbe-Saale, której miasto było częścią. Natomiast z nazwy samego miasta usunięto człon (Elbe).

## Współpraca
Miejscowości partnerskie:
- Pruchnik, Polska
- Wysoki Dwór, Litwa